# Pterygophora californica
Genre
Espèce
Pterygophora californica est une espèce d'algues brunes de la famille des Alariaceae. C’est la seule espèce actuellement connue du genre Pterygophora.

### GenrePterygophora
- (en) Catalogue of Life : Pterygophora (consulté le 24 novembre 2012)
- (en) AlgaeBase : genre Pterygophora Ruprecht, 1852 (consulté le 24 novembre 2012)
- (fr + en) ITIS : Pterygophora (consulté le 24 novembre 2012)
- (en) WoRMS : Pterygophora Ruprecht, 1852 (+ liste espèces) (consulté le 24 novembre 2012)
- (en) NCBI : Pterygophora (taxons inclus) (consulté le 24 novembre 2012)

### EspècePterygophora californica
- (en) Catalogue of Life : Pterygophora californica Ruprecht (consulté le 24 novembre 2012)
- (fr) SeaLifeBase : espèce Pterygophora californica (+ noms communs) (consulté le 24 novembre 2012)
- (en) AlgaeBase : espèce Pterygophora californica Ruprecht 1852 (consulté le 24 novembre 2012)
- (fr + en) ITIS : Pterygophora californica  Ruprecht, 1852 (consulté le 24 novembre 2012)
- (en) WoRMS : espèce Pterygophora californica Ruprecht, 1852 (consulté le 24 novembre 2012)
- (en) NCBI : Pterygophora californica (taxons inclus) (consulté le 24 novembre 2012)